# Ermita de las Candelas (Cáceres)
La ermita de las Candelas o ermita de la Consolación (originalmente denominada ermita de San Pedro de los Caballeros y San Blas) es una ermita del siglo XV ubicada en la ciudad española de Cáceres. Pertenece al barrio de Santa Clara del distrito Centro-Casco Antiguo y forma parte del patrimonio histórico de los Extramuros de Cáceres.
Esta ermita, dependiente de la parroquia de San Mateo, es la sede en la ciudad de la fiesta de las Candelas, celebración folclórica del final del invierno que tiene lugar anualmente el día 2 de febrero.

## Localización
Tras la reforma territorial de 2008, pertenece al barrio de Santa Clara del distrito Centro-Casco Antiguo. Dentro del barrio, la ermita se ubica en una pequeña plaza ajardinada en el centro de la calle Consolación, conocida como "plaza de las Candelas"; la calle Consolación, que al igual que la plaza toma su nombre de esta ermita, une el convento de Santa Clara con la parte más septentrional del barrio de San Francisco. Al sur de la ermita sale la calle San Ildefonso, que lleva al puente de San Francisco pasando por la vecina ermita de San Ildefonso. La Unesco considera a la ermita como ubicada en los Extramuros de Cáceres, una zona de protección paisajística en torno al recinto amurallado declarado Patrimonio de la Humanidad.
Aunque actualmente la ermita se ubica en pleno centro histórico de la ciudad, hasta el siglo XX se hallaba a las afueras de la localidad. Según el plano de Coello de 1853, la ermita marcaba la esquina suroriental de la entonces villa de Cáceres, al hallarse en ruinas la vecina ermita de San Ildefonso. La ermita de las Candelas formaba parte de la ruta histórica de ermitas que unía la villa con el santuario de la Montaña, ubicándose en esta ruta después de la ermita de la Soledad y antes de la ermita de San Ildefonso.

## Historia
La ermita se ha datado en el último tercio del siglo XV, por la presencia en su bóveda de elementos de la época como los bezantes o bolas de piedra típicos de la época de los Reyes Católicos. En su origen era una ermita gótica dedicada a San Pedro; tras la creación del convento de San Pedro se distinguió a esta ermita con la denominación de "San Pedro el Viejo". Recibía también el nombre de San Blas por la cofradía de San Pedro y San Blas fundada en 1458, cuya imagen de San Blas se albergaba en esta ermita; esta cofradía también pasó a llamarse "San Blas el Viejo" cuando en el siglo XVI se estableció otra cofradía dedicada al mismo santo en la ermita homónima del norte de la villa.
La ermita original de San Pedro y San Blas fue notablemente reformada en los siglos XVII y XVIII, perdiendo buena parte de su aspecto original gótico y dando lugar a la actual ermita de las Candelas o de la Consolación. Su primera reforma, bajo la dirección del maestro de obras Francisco Sevillano y su hijo Juan Sevillano, tuvo lugar en 1691 y en ella se construyó la capilla de la Virgen, actualmente usada como sacristía. La actual nave data del siglo XVIII, destacando en ese siglo las obras de restauración de 1711 y 1748. En 1711 hubo que recomponer toda la cubierta, aprovechando para hacer amplias obras en todo el edificio, debido al mal estado de la techumbre, que originalmente era de madera y cañas; durante estas obras se trasladó la imagen de la Virgen a la ermita de San Ildefonso. En la obra de 1748 se redujo el tamaño de la ermita para construir un portal que estuvo en pie durante dos siglos.

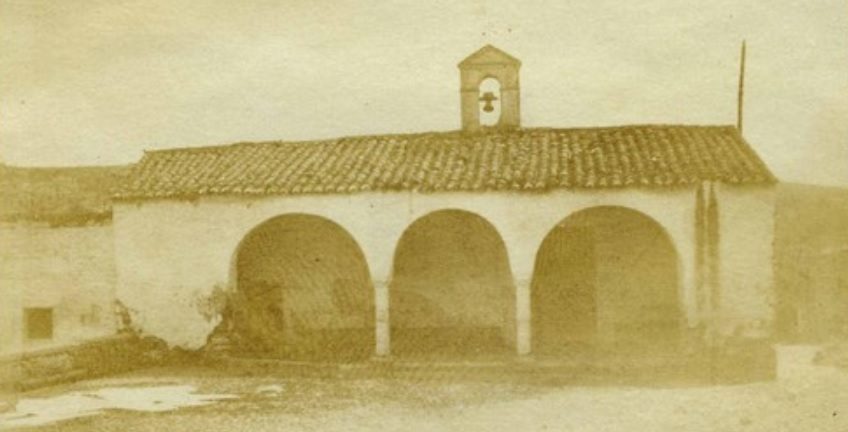
El antiguo portal de la ermita, fotografiado en 1903.

A partir del siglo XIX, la ermita debió perder su importancia en la villa, pues el historiador Publio Hurtado señala que la zona estaba tan abandonada que se aprovechaba el portal para abandonar a los expósitos preservando el anonimato de sus madres; los niños eran depositados aquí por las noches y llevados por la cofradía al sacerdote de Sierra de Fuentes para buscarles una familia. Aunque hubo obras de reparación en 1918 y 1923, en 1947 estaba en tal situación de ruina que fue vendida al Ayuntamiento de Cáceres, que decidió derribarla para construir unas escuelas.
En 1955, la ermita fue comprada de nuevo por la parroquia de San Mateo, ante la presión vecinal para evitar el derribo y conservar la fiesta de las Candelas. La reconstrucción del edificio comenzó en agosto de 1957 y el obispo Manuel Llopis Ivorra bendijo el templo reconstruido ya en la fiesta de las Candelas del año siguiente. El aspecto actual del edificio data de las obras de 1957, aunque en 1994 se llevaron a cabo obras de mantenimiento como consecuencia de un accidente en la fiesta de las Candelas de ese año, en el cual se quemó la imagen de la Virgen de las Candelas. Dos décadas después, fue necesario realizar nuevos trabajos de mantenimiento, ya que la fuerte inundación que sufrió Cáceres el 16 de setiembre de 2010 entró en la ermita por su ubicación en pendiente y afectó al mobiliario y la pintura del edificio.

## Descripción

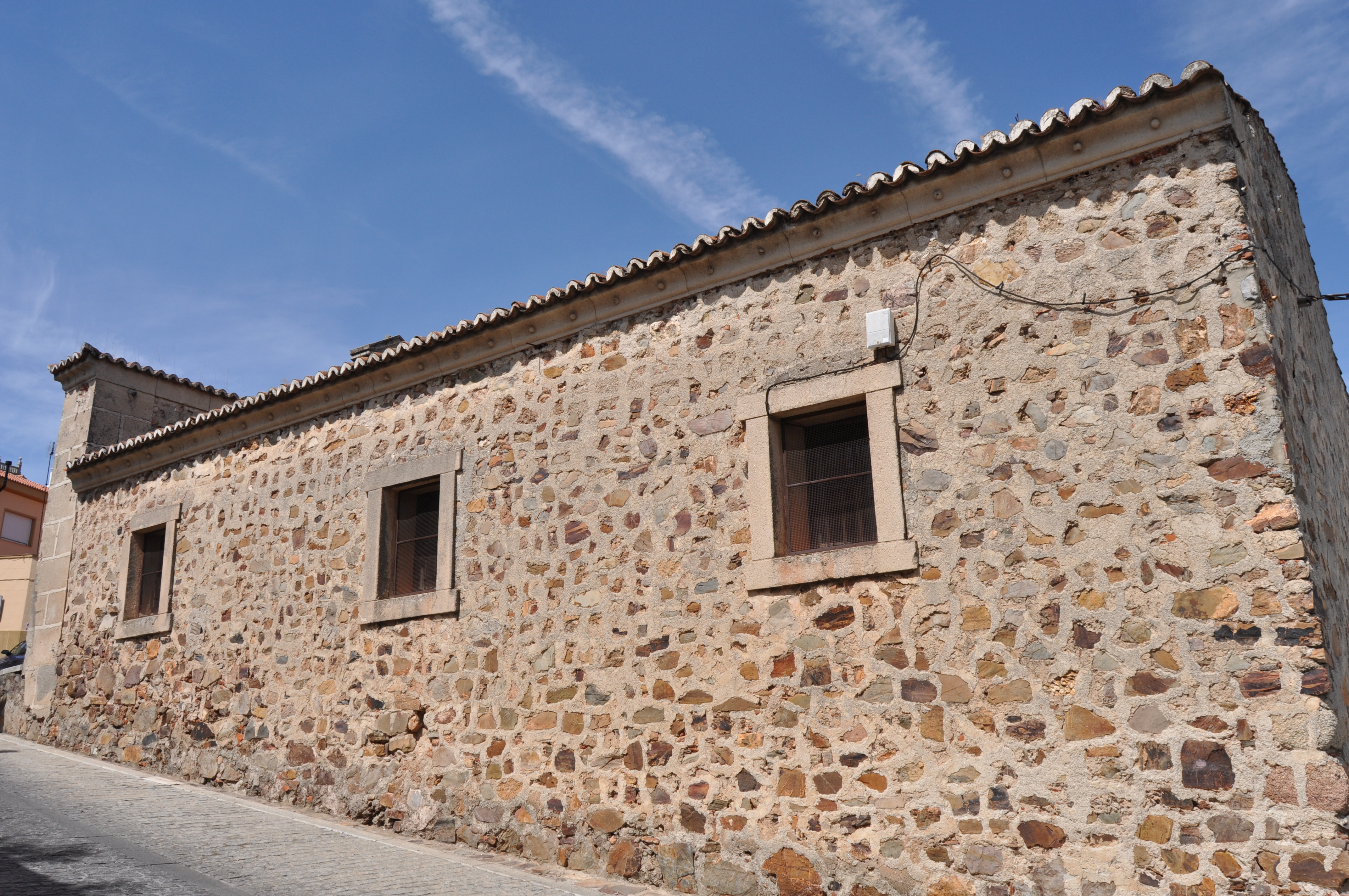
Fachada lateral de la ermita en la calle San Ildefonso.

El edificio es de mampostería y se estructura en una nave con dos tramos y una capilla mayor; en el lado del Evangelio hay además una capilla lateral con planta ochavada. El interior está techado mediante una bóveda de cañón con lunetas, salvo la capilla lateral que tiene bóveda nervada; esta última está decorada con frescos de estrellas. El acceso exterior se realiza únicamente mediante una puerta adintelada en el imafronte, sobre el cual hay una espadaña de ladrillo. Los arcos interiores son de medio punto, excepto el que da acceso a la capilla lateral que es ojival.
La decoración del interior con bienes muebles es actualmente muy escasa, aunque en sus orígenes llegó a funcionar como un importante museo de imaginería popular si se compara la cantidad de imágenes que tenía con el pequeño tamaño del edificio. En cuanto a las imágenes actuales, alberga presidiendo el presbiterio la imagen titular de la Virgen de las Candelas, una imagen de vestir del siglo XVII, pero cuyo estado actual data de la restauración que hubo que llevar a cabo luego del accidente de 1994; junto a esta imagen, la capilla lateral alberga en una vitrina un Niño Jesús del siglo XVIII de madera policromada atribuido a la escuela sevillana de escultura; sobre la vitrina hay un Cristo crucificado.
Entre las imágenes desaparecidas, además de las de San Pedro y San Blas que daban inicialmente nombre al edificio, en diversas épocas contó con varias imágenes de Cristo y de la Virgen María, así como una imagen de San Francisco con cofradía; las imágenes de la ermita tuvieron muy diverso origen y acabaron igualmente muy repartidas por diversos edificios de la ciudad. Históricamente también llegó a tener su propio retablo mayor, hoy desaparecido, que en 1689 fue reconstruido para albergar la nueva imagen de la Virgen de las Candelas. Además, el historiador del siglo XIX Publio Hurtado mencionó que en su época los muros interiores estaban decorados con murales del siglo XVI.

## Uso actual
El principal uso que se le da a la ermita es ser la sede en la ciudad de la fiesta de las Candelas, que se celebra anualmente el día 2 de febrero por las calles del casco antiguo. Durante siglos, esta fiesta ha sido una de las tres ceremonias folclóricas cacereñas de final del invierno, junto con las romerías de los Mártires y San Blas. Tradicionalmente la fiesta comienza el 1 de febrero con la mesa de ofrendas en la que se subastan dulces típicos. El día 2, la imagen de la Virgen de las Candelas es trasladada en procesión a la iglesia de San Mateo, donde se celebra la fiesta religiosa; esta procesión, de quince minutos por las calles Torremochada y Ancha, comienza soltando palomas. En la procesión de regreso, que la imagen entre en la ermita con la vela que lleva en sus manos encendida se consideraba tradicionalmente como un buen augurio para las cosechas; esta última costumbre fue eliminada tras el accidente de 1994 en el cual se quemó la imagen, por lo que actualmente la imagen procesiona con la vela apagada. Las Candelas de Cáceres poseen la singularidad de que en ellas no se presentan los niños nacidos en el último año ante la Virgen, por ser costumbre en la localidad hacerlo en primavera ante la Virgen de la Montaña; desde la década de 2010 se han presentado algunos niños en las Candelas, pero todavía no ha arraigado la costumbre en Cáceres.
Con el tiempo, la que en su origen había sido una de las principales fiestas de la antigua villa ha pasado a ser una fiesta generalmente desconocida en la actual ciudad, que ya no la destaca en su calendario como un evento importante. Las Candelas son actualmente en Cáceres una fiesta parroquial o de barrio, en la que suelen participar cien o doscientas personas. Los motivos de la escasa afluencia de público son principalmente el clima invernal, en una ciudad en la que hay numerosos eventos más adelante en primavera, y la casi coincidencia en el tiempo con la romería de la iglesia de San Blas. Hasta la primera década del siglo XXI, la escasez de público se agravaba por el hecho de que se celebraba en un día laborable por la mañana, lo que limitaba mucho el público y llevó al traslado de la procesión a la tarde.
Sin embargo, existe gran interés por mantener la fiesta de las Candelas por motivos históricos, ya que es uno de los pocos vestigios que quedan de una antigua ceremonia folclórica que se celebraba por amplias zonas de la provincia, pero que actualmente está en proceso de desaparición. El entorno de Monfragüe es donde mejor se conserva la tradición, celebrándose en localidades como Deleitosa, Jaraicejo, Torrejón el Rubio, Santa Marta de Magasca, Mirabel y los Cuatro Lugares, entre otros. En otras áreas de la provincia se conserva de forma aislada en localidades concretas, sin la amplia continuidad de la zona central y con muchos pueblos donde hay certeza de que tuvieron la fiesta pero dejaron de celebrarla. La celebración más conocida en la provincia es probablemente la de Las Purificás, que tiene lugar en la vecina villa de Monroy a medio camino entre Cáceres y Monfragüe.
En la organización parroquial de la Iglesia católica en la ciudad, la ermita sigue dependiendo actualmente de la parroquia de San Mateo, junto con las ermitas de la Soledad, de San Antonio y del Cristo del Amparo. La parroquia no suele dar a la ermita mucho más uso que el de la tradicional fiesta de las Candelas ya que, debido a la despoblación que sufre el casco antiguo, ha trasladado la mayor parte de su actividad parroquial a un centro pastoral en la calle Camino Llano. El único uso habitual de la ermita, aparte de las Candelas, es la celebración de asambleas por las cofradías de la Semana Santa. La apertura a visitas turísticas es variable: en 2012 se mencionaba en prensa como cerrada todo el año, mientras que en 2014 se mencionaba como abierta los domingos.